# 14124 Kamil
14124 Kamil (1998 QN60) là một tiểu hành tinh vành đai chính được phát hiện ngày 28 tháng 8 năm 1998 bởi Lenka Kotková ở Đài thiên văn Ondřejov. Tiểu hành tinh được đặt theo tên nhà thiên văn học Kamil Hornoch người Séc.